# 歴史の真実を求める世界連合会
歴史の真実を求める世界連合会（れきしのしんじつをもとめるせかいれんごうかい）The Global Alliance for Historical Truth(GAHT)とは、目良浩一によって設立された、日本国とアメリカ合衆国に本拠を置く市民団体。代表は藤井厳喜と在米日本人の木庭一三。歴史上の出来事を事実に基づいて広めていくなどといった啓発活動を目的として運営がされている。2014年にはアメリカ合衆国に設置されている慰安婦像の撤去を目的とした活動を実施している。
「慰安婦の真実」国民運動にも加わっていたが2023年9月、脱退した。